# Parafia Wniebowzięcia Najświętszej Maryi Panny w Chłopicach
Parafia Wniebowzięcia Najświętszej Maryi Panny w Chłopicach – parafia rzymskokatolicka znajdująca się w archidiecezji przemyskiej w dekanacie Jarosław II.

## Historia
W 1490 roku w Chłopicach Mikołaj Korniaktos Grek z Krety na górze „Sośninie” doznał objawienia Matki Bożej na drzewie gruszy. Jako wotum wdzięczności za objawienie zbudował w tym miejscu kapliczkę. W 1506 roku pojawiły się wiadomości o kulcie wizerunku Matki Bożej. W 1685 roku w miejscu kapliczki z polecenia króla Jana III Sobieskiego została ufundowana cerkiew i powstała parochia greckokatolicka. W 1761 roku Zofia Rzymowska ufundowała nowy wystrój wnętrza cerkwi. 
W 1731 roku Jan Ostrowski dokonał kolejnej fundacji. W połowie XVIII wieku przy kościele zbudowano drewniana kaplicę - dzwonnicę, na której ścianach później malowano polichromie dokumentujące chłopickie cuda. W XVIII wieku w ołtarzu głównym umieszczono obraz Matki Bożej Chłopickiej. W 1760 roku obraz uznano za cudowny. W 1673 roku cerkiew została konsekrowana bpa Atanazego Szeptyckiego. 8 kwietnia 1781 roku papież Pius VI ustanowił "breve" udzielające odpustu zupełnego w dzień Wniebowzięcia Najświętszej Maryi Panny. W 1786 roku z powodu małej ilości wiernych, władze austriackie przeniosły parochię greckokatolicką do Boratyna, a cerkiew została przekształcona na kościół rzymskokatolicki. 
W 1786 roku została erygowana parafia rzymskokatolicka, z wydzielonego terytorium parafii Łowce. W 1877 roku kaplicę powiększono, a pod dobudowaną częścią umieszczono kryptę grobowa Koziebrodzkich i Lisowieckich. W tym czasie zbudowano murowaną dzwonnicę. W 1991 roku cudowny obraz został skradziony. Kopię wykonał malarz Emil Polit, którą 30 czerwca 1995 roku poświęcił abp Józef Michalik.
Jest to Sanktuarium z Cudownym obrazem Matki Bożej, i jest to także kościół jubileuszowy roku 2000.
Na terenie parafii jest 1 738 wiernych (w tym: Chłopice – 942, Jankowice – 796).
Proboszczowie parafii:
1786–1791. ks. Szymon Kubitowski.
1791–1795. ks. Szymon Kehman.
1795–1797. ks. Klemens Szorelll.
1797–1828. ks. Spiridin Wilczyński.
1831–1839. ks. Józef Kwiatkowski.
1839–1840. ks. Adam Cielecki.
1841–1868. ks. kan. Andrzej Klemens Sołtysik.
1875–1893. ks. prał. Wojciech Michna.
1893–1900. ks. Jędrzej Jarosz.
1900–1909. ks. Tomasz Szurek.
1909–1910. ks. Bronisław Michałowski.
1910–1945. ks. kan. Jan Jakubowski.
1945–1969. ks. Franciszek Kmiotek (administrator).
1969–1975. ks. Józef Krzywda.
1975–1991. ks. Dominik Sołtys.
1991–2004. ks. Marek Gajda.
2004– nadal ks. Jacek Książek.

## Kościół filialny
W 1984 roku w Jankowicach rozpoczęto starania o budowę kościoła. W latach 1986–1991 zbudowano murowany kościół filialny według projektu arch. inż. Sznajdera. Od 1987 roku na placu budowy odprawiano niedzielne msze święte, a od 1990 roku w budowanym kościele. 30 czerwca 1991 roku abp Ignacy Tokarczuk poświęcił kościół pw. Matki Bożej Różańcowej.